# Bowderdale
Bowderdale – wieś w Anglii, w Kumbrii. Leży 59 km na południowy wschód od miasta Carlisle i 362 km na północny zachód od Londynu.